# Краснощёков, Григорий Афанасьевич
Григорий Афанасьевич Краснощёков (1862 — ?) — купец-мясник, депутат Государственной думы II созыва от Смоленской губернии

## Биография
Выпускник городского училища. Купец-мясник. В 1907 году — городской староста города Духовщина, член уездного раскладочного Присутствия, член попечительного совета женской гимназии, член от земства в Комиссию по составлению списков присяжных заседателей, Председатель Духовщинского Общества пособия бедным. В момент выборов в Думу оставался беспартийным.
6 февраля 1907 избран в Государственную думу II созыва  от общего состава выборщиков Смоленского губернского избирательного собрания. Остался беспартийным и в Думе, по одним данным был близок к  умеренным, по другим — примыкал к правым. Активно в работе Думы не участвовал.
В 1911 году  оставался городской староста г. Духовщины, также был Председателем Сиротского Суда, членом уездного раскладочного присутствия. 
В 1911—1915 годах оставался  членом попечительного совета женской гимназии, членом от земства в Комиссию по составлению списков присяжных заседателей. В 1911 года был председателем Духовщинского общества пособия бедным, в 1915 — член правления этого общества. 
В 1915 году — гласный уездного земства,  уполномоченный от города в Городском Упрощенном Общественном Управлении, член Городского по Государственному налогу с недвижимых имуществ Присутствия,  член попечительского совета Пречистенского сельского сиротского приюта по Ведомству учреждений Императрицы Марии.
Дальнейшая судьба и дата смерти неизвестны.

### Архивы
- Российский государственный исторический архив. Фонд 1278. Опись 1 (2-й созыв). Дело 216; Дело 548. Лист 10.